# تغنيت وسط
تغنيت‌ وسط (بالفارسية: تغنیت‌وسط) هي قرية تقع في أذربيجان الغربية في إيران. يقدر عدد سكانها بـ 48 نسمة بحسب إحصاء 2016.